# Bennecourt
Ne doit pas être confondu avec Bémécourt.
Bennecourt est une commune française du département des Yvelines, dans la région Île-de-France, en France, située à 15 km environ au nord-ouest de Mantes-la-Jolie.
Ses habitants sont appelés les Bennecourtois.

## Géographie

Localisation de Bennecourt dans les Yvelines.

### Situation
La commune de Bennecourt se trouve dans le nord-ouest des Yvelines, à 16 kilomètres au nord-ouest de Mantes-la-Jolie, chef-lieu d'arrondissement et à 57 kilomètres au nord-ouest de Versailles, préfecture du département. C'est une commune rurale situé en bordure de Seine, sur la rive  droite du fleuve, dans la concavité d'un méandre. Outre le bourg principal, elle compte deux hameaux, Gloton et Tripleval.

### Communes limitrophes
| Limetz-Villez        |                     | Gommecourt |
| Notre-Dame-de-la-Mer | Bennecourt          | Freneuse   |
|                      | Bonnières-sur-Seine |            |

### Territoire
Le territoire communal se trouve dans un méandre de la Seine, dans une zone de transition entre une rive concave, marquée par une falaise abrupte qui prolonge celle de Gommecourt et La Roche-Guyon et s'abaisse progressivement vers le sud, et une rive convexe, alluvionnaire, en pente douce qui se développe vers l'aval et s'élargit dans la commune voisine de Limetz-Villez. En arrière de la falaise, l'altitude diminue progressivement de 100 mètres environ jusqu'à 15 mètres sur la rive vers l'ouest et le sud-ouest.
Il est riverain de la Seine sur environ cinq kilomètres et englobe plusieurs îles : la Grande Île, face à Bonnières-sur-Seine, séparée côté Bennecourt par le bras de Gloton, la Lorionne, îlot situé légèrement en amont de la précédente dans le bras principal, l'île de la Flotte, prolongée par l'île de Merville, plus en aval, ces deux dernières étant en partie administrativement rattachées à Jeufosse.
Ce territoire est essentiellement rural, à 82 %. L'espace rural est principalement consacré à des champs cultivés, les parties boisées, environ 20 % du total, se trouvant surtout dans le nord de la commune. L'espace construit comprend principalement des habitations, les plus anciennes dans les noyaux historiques de Bennecourt, Gloton et Tripleval, s'échelonnant au pied de la falaise le long de la Seine, les plus récentes sont dispersées le long des routes, surtout en bord de Seine en direction de Villez, et dans la pointe amont de la Grande Île. Les espaces consacrés aux activités représentent 3,5 % du total, soit 4,3 ha dans la Grande Île.

### Transports et voies de communications

#### Réseau routier
Les communications sont assurées par des routes départementales, la D 201 qui relie la commune à Bonnières-sur-Seine au sud grâce à deux ponts successifs appuyés sur la Grande Île, et Giverny vers le nord, la D 100  qui rejoint La Roche-Guyon en suivant la rive nord de la Seine, ainsi que par diverses voies communales.

#### Desserte ferroviaire
La commune n'est pas desservie par le chemin de fer. La gare la plus proche est celle de Bonnières, située à deux kilomètres environ du village.

#### Chemins de randonnée
Un sentier de grande randonnée, diverticule reliant le GR 26 au sud au GR 2 au nord en passant par la gare de Bonnières, traverse le territoire communal.

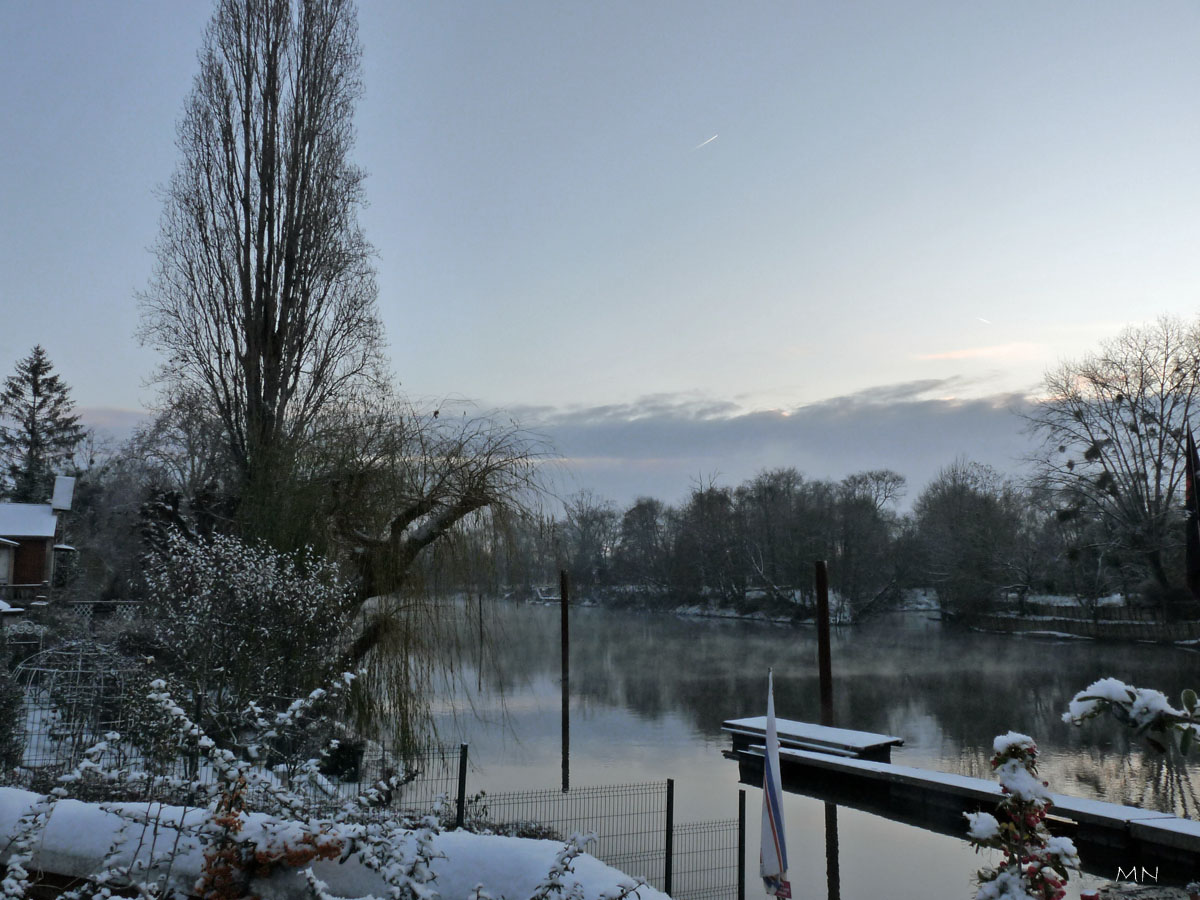
Gloton sous la neige.

### Climat
Pour des articles plus généraux, voir Climat de l'Île-de-France et Climat des Yvelines.
En 2010, le climat de la commune est de type climat océanique dégradé des plaines du Centre et du Nord, selon une étude du CNRS s'appuyant sur une série de données couvrant la période 1971-2000. En 2020, Météo-France publie une typologie des climats de la France métropolitaine dans laquelle la commune est exposée à un climat océanique et est dans la région climatique Sud-ouest du bassin Parisien, caractérisée par une faible pluviométrie, notamment au printemps (120 à 150 mm) et un hiver froid (3,5 °C).
Pour la période 1971-2000, la température annuelle moyenne est de 10,9 °C, avec une amplitude thermique annuelle de 14,7 °C. Le cumul annuel moyen de précipitations est de 693 mm, avec 11,1 jours de précipitations en janvier et 7,9 jours en juillet. Pour la période 1991-2020, la température moyenne annuelle observée sur la station météorologique la plus proche, située sur la commune de Magnanville à 12 km à vol d'oiseau, est de 11,6 °C et le cumul annuel moyen de précipitations est de 641,5 mm,. Pour l'avenir, les paramètres climatiques de la commune estimés pour 2050 selon différents scénarios d'émission de gaz à effet de serre sont consultables sur un site dédié publié par Météo-France en novembre 2022.

## Urbanisme

### Typologie
Au 1er janvier 2024, Bennecourt est catégorisée petite ville, selon la nouvelle grille communale de densité à sept niveaux définie par l'Insee en 2022.
Elle appartient à l'unité urbaine de Bonnières-sur-Seine, une agglomération intra-départementale regroupant sept  communes, dont elle est une commune de la banlieue,,. Par ailleurs la commune fait partie de l'aire d'attraction de Paris, dont elle est une commune de la couronne,. Cette aire regroupe 1 929 communes,.

### Occupation des solssimplifiée
Le territoire de la commune se compose en 2017 de 82,31 % d'espaces agricoles, forestiers et naturels, 6,5 % d'espaces ouverts artificialisés et 11,19 % d'espaces construits artificialisés.

## Toponymie

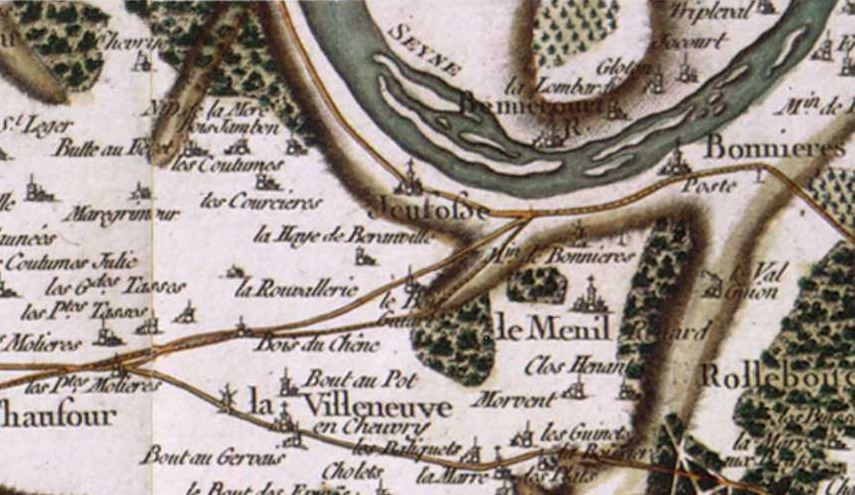
Carte de Bennecourt au XVIIIe siècle (extrait de la carte de Cassini).

Le nom de la localité est attesté sous les formes latinisées Beranecurtis, Benecurtis, Bannecuria
, Bernencuria en 1337,.
Les formations toponymiques en -court sont caractéristiques du nord de la France. L'élément court est issu du gallo-roman CŌRTE (bas latin cōrtem). Ce même étymon a donné le français cour et son dérivé courtois. L'orthographe actuelle de cour est liée à une fausse étymologie d'après le latin curia qui explique aussi la forme latinisée Bernencuria, pour *Bernencort. Le premier élément est un nom de personne germanique, comme c'est généralement le cas. Il s'agit ici de Berno,.

## Histoire
La commune est habitée à l'époque gallo-romaine ainsi qu'en témoignent les vestiges d'un sanctuaire fouillés dans les années 1980.
Aux IXe et Xe siècles, Bennecourt, comme toutes les localités riveraines de la Seine, subit les ravages des incursions vikings qui ne prirent fin qu'avec le traité de Saint-Clair-sur-Epte en 911. Ceux-ci établissent à plusieurs reprises une base arrière dans l'île de la Flotte (île partagée entre les communes de Jeufosse et Bennecourt, située près de la rive gauche face à Jeufosse), où ils hivernent et d'où ils s'élancent notamment vers Paris.
Bennecourt est longtemps rattachée à La Roche-Guyon dont la seigneurie s'étend, dès le XIIIe siècle, sur les deux rives de la Seine de Bonnières à Vétheuil. Les propriétaires de Bennecourt sont notamment les familles de Tilly, du Plessis, et de La Rochefoucauld
La commune est créée en juin 1790 et rattachée initialement au district de Mantes.
Vers la fin du XIXe siècle, plusieurs peintres, dont Monet et Cézanne, fréquentent Bennecourt, logeant dans une auberge de Gloton.
Le 24 août 1884, la mise en service des deux ponts routiers sur la Seine met fin à l'isolement de Bennecourt qui ne communiquait avec Bonnières qu'à l'aide de bacs. Ces ponts sont détruits en 1940 et reconstruits après-guerre.
Lors de la Première Guerre mondiale, un industriel belge, dans le but de poursuivre son activité en dépit de l'avancée de l'armée allemande en Belgique, transfert son activité à Bonnières-sur-Seine où il fonde la première usine sidérurgique, les laminoirs de Saint-Éloi, entraînant l'arrivée d'un millier d'ouvriers belges dans la région. À cette époque, l'église Saint-Ouen de Bennecourt devient la paroisse des Belges et reçoit en 1920 des vitraux offerts par Louis Piret[Qui ?][réf. souhaitée].

## Politique et administration

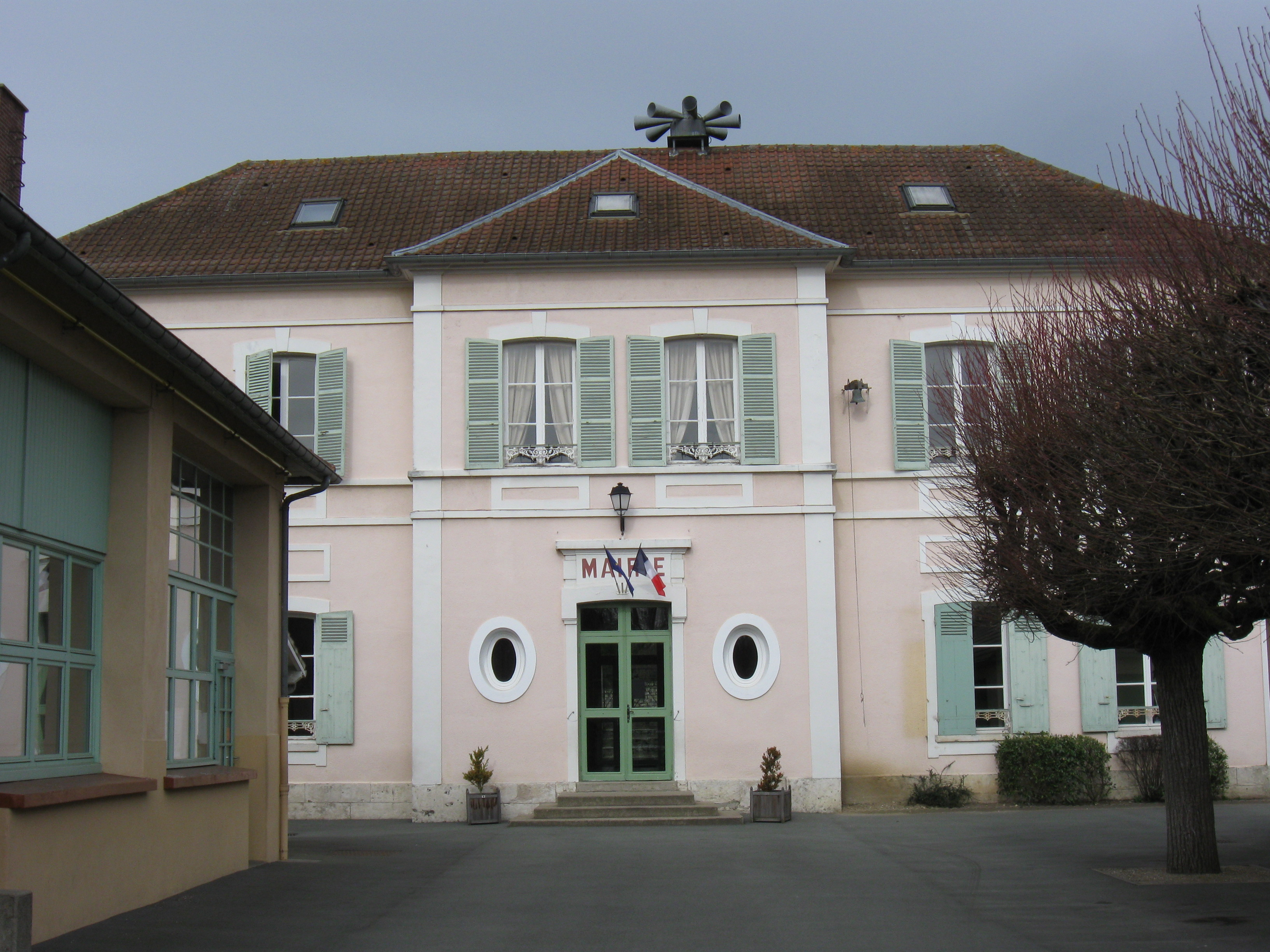
La mairie.

### Administration municipale
Le conseil municipal est composé du maire et de quatorze conseillers dont quatre sont adjoints au maire, proportionnellement au nombre d'habitants.

### Liste des maires
| Période                                  | Période                       | Identité      | Étiquette | Qualité                                             |
| ---------------------------------------- | ----------------------------- | ------------- | --------- | --------------------------------------------------- |
| Les données manquantes sont à compléter. |                               |               |           |                                                     |
| mars 1983                                | En cours (au 19 janvier 2021) | Didier Dumont | DVG       | Professeur d'anglais Réélu pour le mandat 2020-2026 |

### Instances judiciaires et administratives
La commune de Bennecourt appartient au canton de Bonnières-sur-Seine ainsi qu'à la communauté de communes des Portes de l’Île-de-France dont la ville centre est également Bonnières sur Seine.
Le territoire communal est également inclus dans  celui de l'opération d'intérêt national Seine-Aval.
Sur le plan électoral, elle est rattachée à la neuvième circonscription des Yvelines, circonscription à dominante rurale du nord-ouest des Yvelines, dont le député est Bruno Millienne (MoDem).
Sur le plan judiciaire, Bennecourt fait partie de la juridiction d’instance de Mantes-la-Jolie et, comme toutes les communes des Yvelines, dépend du tribunal de grande instance ainsi que de tribunal de commerce sis à Versailles,.

### Jumelages
- Coldstream (Écosse) (Écosse) depuis 1990.

### Tendances politiques et résultats
| Scrutin             | Scrutin             | 1er tour | 1er tour | 1er tour | 1er tour | 1er tour  | 1er tour | 1er tour | 1er tour  | 1er tour | 1er tour | 1er tour | 1er tour | 2d tour | 2d tour | 2d tour | 2d tour | 2d tour | 2d tour |
| Scrutin             | Scrutin             | 1er      | 1er      | %        | 2e       | 2e        | %        | 3e       | 3e        | %        | 4e       | 4e       | %        | 1er     | 1er     | %       | 2e      | 2e      | %       |
| ------------------- | ------------------- | -------- | -------- | -------- | -------- | --------- | -------- | -------- | --------- | -------- | -------- | -------- | -------- | ------- | ------- | ------- | ------- | ------- | ------- |
| Présidentielle 2017 | Présidentielle 2017 |          | FN       | 23,86    |          | EM        | 23,29    |          | LFI       | 19,87    |          | LR       | 18,73    |         | EM      | 59,09   |         | FN      | 40,91   |
| Présidentielle 2022 | Présidentielle 2022 |          | RN       | 27,10    |          | LREM      | 25,74    |          | LFI       | 19,54    |          | REC      | 9,87     |         | LREM    | 52,49   |         | RN      | 47,51   |
| Législatives 2022   | 9e                  |          | RN       | 26,22    |          | MoDem-Ens | 25,00    |          | LFI-Nupes | 22,74    |          | DVD      | 7,12     |         | MoDem   | 51,25   |         | RN      | 48,75   |
| Législatives 2024   | 9e                  |          | RN       | 42,14    |          | PS-NFP    | 24,97    |          | MoDem-Ens | 20,41    |          | LR       | 6,84     |         | RN      | 53,66   |         | PS      | 46,34   |

## Population et société

### Démographie

#### Évolution démographique
L'évolution du nombre d'habitants est connue à travers les recensements de la population effectués dans la commune depuis 1793. Pour les communes de moins de 10 000 habitants, une enquête de recensement portant sur toute la population est réalisée tous les cinq ans, les populations de référence des années intermédiaires étant quant à elles estimées par interpolation ou extrapolation. Pour la commune, le premier recensement exhaustif entrant dans le cadre du nouveau dispositif a été réalisé en 2007.

En 2022, la commune comptait 1 792 habitants, en évolution de −3,86 % par rapport à 2016 (Yvelines : +2,72 %, France hors Mayotte : +2,11 %).
| 1793  | 1800  | 1806  | 1821  | 1831  | 1836  | 1841  | 1846  | 1851 |
| ----- | ----- | ----- | ----- | ----- | ----- | ----- | ----- | ---- |
| 1 054 | 1 059 | 1 016 | 1 117 | 1 135 | 1 118 | 1 080 | 1 030 | 962  |

| 1856 | 1861 | 1866 | 1872 | 1876 | 1881 | 1886 | 1891 | 1896 |
| ---- | ---- | ---- | ---- | ---- | ---- | ---- | ---- | ---- |
| 900  | 860  | 846  | 815  | 729  | 771  | 749  | 746  | 688  |

| 1901 | 1906 | 1911 | 1921 | 1926 | 1931 | 1936 | 1946 | 1954 |
| ---- | ---- | ---- | ---- | ---- | ---- | ---- | ---- | ---- |
| 701  | 667  | 682  | 700  | 643  | 660  | 665  | 667  | 682  |

| 1962 | 1968 | 1975  | 1982  | 1990  | 1999  | 2006  | 2007  | 2012  |
| ---- | ---- | ----- | ----- | ----- | ----- | ----- | ----- | ----- |
| 809  | 858  | 1 123 | 1 179 | 1 572 | 1 784 | 1 763 | 1 780 | 1 813 |

| 2017  | 2022  | - | - | - | - | - | - | - |
| ----- | ----- | - | - | - | - | - | - | - |
| 1 897 | 1 792 | - | - | - | - | - | - | - |

#### Pyramide des âges
En 2018, le taux de personnes d'un âge inférieur à 30 ans s'élève à 35,5 %, soit en dessous de la moyenne départementale (38,0 %). À l'inverse, le taux de personnes d'âge supérieur à 60 ans est de 22,4 % la même année, alors qu'il est de 21,7 % au niveau départemental.
En 2018, la commune comptait 968 hommes pour 924 femmes, soit un taux de 51,16 % d'hommes, largement supérieur au taux départemental (48,68 %).
Les pyramides des âges de la commune et du département s'établissent comme suit.
| Hommes | Classe d’âge | Femmes |
| ------ | ------------ | ------ |
| 0,2    | 90 ou +      | 1,6    |
| 6,0    | 75-89 ans    | 7,4    |
| 14,3   | 60-74 ans    | 15,4   |
| 25,6   | 45-59 ans    | 22,4   |
| 16,3   | 30-44 ans    | 20,0   |
| 15,8   | 15-29 ans    | 13,3   |
| 21,8   | 0-14 ans     | 19,9   |

| Hommes | Classe d’âge | Femmes |
| ------ | ------------ | ------ |
| 0,6    | 90 ou +      | 1,4    |
| 6      | 75-89 ans    | 7,8    |
| 13,5   | 60-74 ans    | 14,8   |
| 20,7   | 45-59 ans    | 20,1   |
| 19,6   | 30-44 ans    | 19,9   |
| 18,5   | 15-29 ans    | 16,8   |
| 21,2   | 0-14 ans     | 19,2   |

### Manifestations culturelles et festivités
Jadis, tous les 24 août, était fêté à Bennecourt la « Fête des Ponts ».
En effet, c’est en 1884, lors de l’inauguration des deux ponts, qu’est née cette fête. Elle permettait aux habitants de se retrouver et de s’amuser. Tout s’arrêta lors de la Seconde Guerre mondiale quand les ponts furent détruits pour reprendre plus tard de manière sporadique.

## Économie
- Commune résidentielle.
- Agriculture
- Port Saint-Nicolas, port de plaisance sur la Seine.
- Chantier naval.

## Culture locale et patrimoine

### Lieux et monuments
- Église Saint-Ouen : église du XVIe siècle, classée monument historique par arrêté du 18 mai 1932[43]. Dans cette église se trouvent un ensemble de vitraux offerts vers 1920 par un industriel belge, Louis Piret[44].
- Vestiges d'un sanctuaire gallo-romain, le Fanum, fouillé entre 1982 et 1988[43].

### Patrimoine naturel
Les « coteaux de la Seine de Tripleval à Vétheuil », représentant au total  environ 286 hectares, inclus dans le site Natura 2000 des « Coteaux et Boucles de la Seine » (code FR1100797, s'étendent en partie dans la commune de Bennecourt. Il s'agit de coteaux calcaires exposés au sud dans la concavité d'un méandre de la Seine sur lesquelles on trouve une flore thermophile d'affinité méditerranéenne et une végétation d'éboulis calcaires.
Parmi les espèces animales présentes figure Callimorpha quadripunctata, l'écaille chinée, papillon qui est inscrit parmi les espèces d'intérêt communautaire dans l'annexe II de la directive habitats.

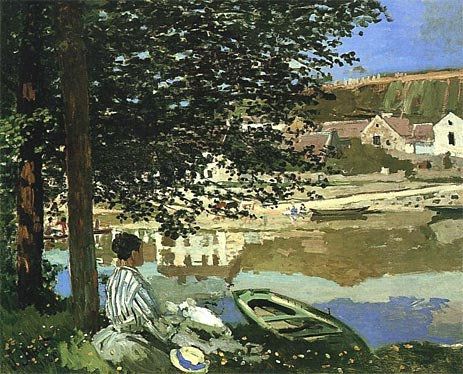
Au bord de l'eau à Bennecourt,
Claude Monet, 1868, Art Institute of Chicago.

### Personnalités liées à la commune
- Émile Zola (1840-1902), écrivain, c'est au hameau de Gloton qu'il habita de 1866 à 1871. Le village et les habitants de la région tiennent une place importante dans son œuvre : le héros de Thérèse Raquin, Laurent, est fils d'un cultivateur de Jeufosse. Une partie de son roman L'Œuvre, se situe à Bennecourt.
- Peintres célèbres ayant fréquenté Bennecourt au XIXe siècle :
  - Charles-François Daubigny (1817-1878), peintre paysagiste (école de Barbizon) ;
  - Paul Cézanne (1839-1906), peintre impressionniste, y prit pension en 1866 ;
  - Claude Monet (1840-1926), peintre impressionniste, en 1868.
- Louis Piret, industriel belge, maître de forges à Thy-le-Château près de Charleroi, installa une usine sidérurgique à Bonnières en août 1915[27]. Deux vitraux offerts par Louis Piret en « hommage des Belges à la France hospitalière » sont installés dans l'église de Bennecourt.
- L'acteur Fernand Frey (1877-1959) y possédait une maison de campagne, la Villa Chérubin.

### Héraldique
| Blason de Bennecourt | Blason  | D'azur à la grappe de raisin tigée et feuillée d'or, accostée de deux épis de blé du même, au chef cousu de gueules chargé de trois étoiles d'or. |
| Blason de Bennecourt | Détails | Les épis de blé et la grappe de raisin évoquent les cultures principales de la commune (pour la vigne il s'agit d'une culture disparue) tandis que les trois étoiles en chef symbolisent les trois noyaux urbains de Bennecourt, Gloton et Tripleval. |